# Kamienna Góra (Nadziejów)
Kamienna Góra – przysiółek wsi Nadziejów w Polsce, położony w województwie opolskim, w powiecie nyskim, w gminie Otmuchów.
W latach 1975–1998 przysiółek położony był w ówczesnym województwie opolskim

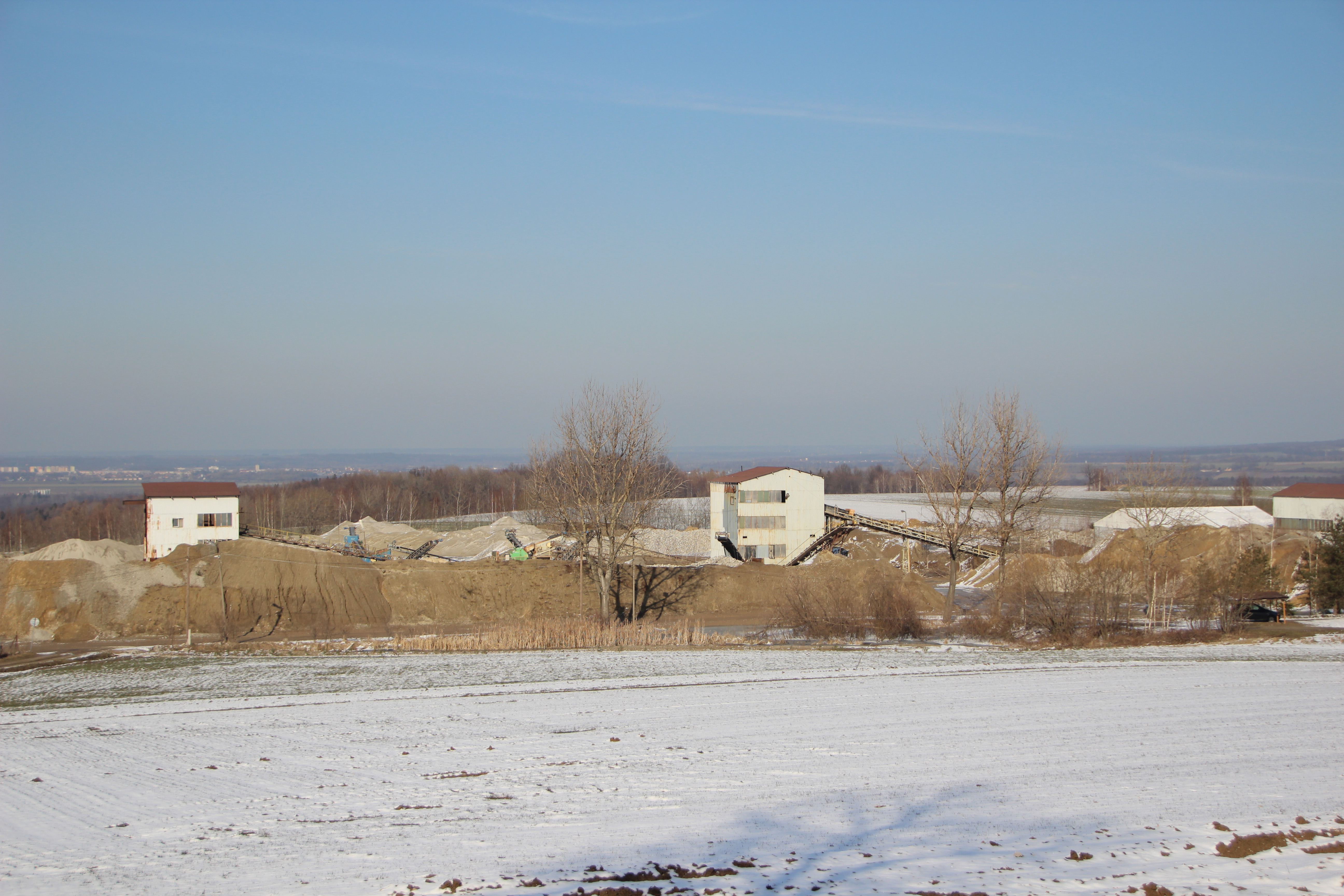
Kopalnia Granitu